# KLM
KLM (nederlandsk: Koninklijke Luchtvaart Maatschappij, kongeligt luftfartsselskab) eller KLM Royal Dutch Airlines var oprindeligt det nationale flyselskab i Holland, men er fra maj 2004 blevet en del af fusionen Air France-KLM. Selskabet er desuden en del af SkyTeam-samarbejdet. KLM blev stiftet i 1919, hvilket gør det til verdens ældste flyselskab, der stadig opererer under sit oprindelige navn. 
KLM har et regionalt selskab, KLM Cityhopper, som også er en del af Air France-KLM-gruppen og med hovedkvarter i Convair Bygningen ved Amsterdam Airport Schiphol. Cityhopper har primært til formål at samle passagerer fra mindre lufthavne sammen i Schiphol, så store oversøiske fly og andre langdistanceflyvninger fyldes op. Derfor oplever fx danskere ofte, at de skal skifte i Schiphol, når de skal ud i verden. 

## Ulykker
- Den 26. januar 1947 styrtede et KLM-fly af typen DC-3 ved Kastrup lufthavn. Flyet var på vej fra Amsterdam til Stockholm. Kaptajn på flyet var Gerrit Johannis Geysendorffer. På grund af hård vind blev en ydre højderorslås monteret, trods det korte ophold. For at vinde tid blev starten forceret uden at man som foreskrevet gennemgik en checkliste. Heller ingen motortest blev udført. Disse to fejl gjorde at piloterne ikke fik låsen fjernet fra højderoret. Resultatet blev at DC-3'eren foretog en voldsom 'kavalerstart' og overgassede, for derefter at styrte mod jorden. Der udbrød brand umiddelbart, og alle 22 om bord omkom. Blandt de omkomne var Arveprins Gustav Adolf af Sverige endvidere den amerikanske skuespiller Grace Moore, sangeren Gerda Neumann og direktør Jens Dennow.
- Den 27. marts 1977 på Tenerife skete den hidtil største flykatastrofe i den civile luftfartshistorie. I to Boeing 747 omkom i alt 583 passagerer. På grund af dårlig sigtbarhed i kombination med kommunikationsmisforståelser af KLM-pilot Jakob Veldhuyzen van Zanten ramte KLM-maskinen i forsøg på take-off i tæt tåge en Boeing 747 fra det amerikanske flyselskab PanAm. KLM-piloten havde ikke fået tilladelse til take-off.
- Den 15. december 1989, fløj en KLM Boeing 747-400 igennem en vulkansky fuld af aske og varme, hvilket fik alle fire motorer til at sætte ud. Kaptajn Karl van der Elst og hans førstestyrmand startede motorerne igen og nødlandede flyet sikkert i Anchorage, i Alaska, uden nogen tilskade- eller omkomne. Skadesomkostningerne nåede op på omkring 80 millioner US $, på det dengang splinternye fly.

## Ekstern henvisning
- Wikimedia Commons har flere filer relateret til KLM
- Officiel website
- Send plan og statistisk information

| Luftfart | Spire Denne artikel om flyvning er en spire som bør udbygges. Du er velkommen til at hjælpe Wikipedia ved at udvide den. |